# Arrondissement di Romorantin-Lanthenay
L'arrondissement di Romorantin-Lanthenay è una suddivisione amministrativa francese, situata nel dipartimento del Loir-et-Cher e nella regione del Centro-Valle della Loira.

## Composizione
L'arrondissement di Romorantin-Lanthenay raggruppa 63 comuni in 8 cantoni:
- cantone di Lamotte-Beuvron, che comprende 7 comuni:
  - Chaon, Chaumont-sur-Tharonne, Lamotte-Beuvron, Nouan-le-Fuzelier, Souvigny-en-Sologne, Vouzon e Yvoy-le-Marron.
- cantone di Mennetou-sur-Cher, che comprende 8 comuni:
  - La Chapelle-Montmartin, Châtres-sur-Cher, Langon, Maray, Mennetou-sur-Cher, Saint-Julien-sur-Cher, Saint-Loup ei Villefranche-sur-Cher.
- cantone di Neung-sur-Beuvron, che comprende 8 comuni:
  - Dhuizon, La Ferté-Beauharnais, La Ferté-Saint-Cyr, La Marolle-en-Sologne, Montrieux-en-Sologne, Neung-sur-Beuvron, Thoury e Villeny.
- cantone di Romorantin-Lanthenay-Nord, che comprende 5 comuni:
  - Courmemin, Millançay, Romorantin-Lanthenay (in parte), Veilleins e Vernou-en-Sologne.
- cantone di Romorantin-Lanthenay-Sud, che comprende 4 comuni:
  - Loreux, Pruniers-en-Sologne, Romorantin-Lanthenay (in parte) et Villeherviers.
- cantone di Salbris, che comprende 9 comuni:
  - La Ferté-Imbault, Marcilly-en-Gault, Orçay, Pierrefitte-sur-Sauldre, Saint-Viâtre, Salbris, Selles-Saint-Denis, Souesmes e Theillay.
- cantone di Saint-Aignan, che comprende 15 comuni:
  - Châteauvieux, Châtillon-sur-Cher, Chémery, Choussy, Couddes, Couffy, Mareuil-sur-Cher, Méhers, Meusnes, Noyers-sur-Cher, Pouillé, Saint-Aignan, Saint-Romain-sur-Cher, Seigy e Thésée.
- cantone di Selles-sur-Cher, che comprende 8 comuni:
  - Billy, Gièvres, Gy-en-Sologne, Lassay-sur-Croisne, Mur-de-Sologne, Rougeou, Selles-sur-Cher e Soings-en-Sologne.